# Doxospira
Doxospira é um gênero de gastrópodes pertencente a família Pseudomelatomidae.

## Espécies
- Doxospira hertleini Shasky, 1971[2]